# Neustart Kultur
Bei Neustart Kultur handelt es sich um ein Programm der deutschen Bundesregierung, das seit Sommer 2020 ein „Rettungs- und Zukunftsprogramm“ zunächst in Höhe von einer Milliarde Euro umfasste, seit Februar 2021 von zwei Milliarden. Dieses soll dazu dienen, den Kulturbetrieb und die kulturelle Infrastruktur zu erhalten, die im Zuge der Corona-Pandemie stark gefährdet ist. So soll es unter anderem auch das aufgekommene Clubsterben in Deutschland schwächen.
In Abstimmung mit den Dachverbänden der kulturellen Sparten entwickelt, wurden bis Ende Januar 2021 in 50 Teilprogrammen rund 900 Millionen der insgesamt eine Milliarde Euro vergeben. Die mit der Abwicklung betrauten Verbände und Fonds hatten zu diesem Zeitpunkt 421 Millionen Euro des Programms bewilligt. Dabei gehören zu den sogenannten vier Programmlinien „Pandemiebedingte Investitionen“ (bis zu 250 Millionen Euro), dann „Stärkung der Kulturinfrastruktur“ (480), „Alternative, auch digitale Kulturangebote“ (150) und schließlich „Kompensation pandemiebedingter Einnahmeverluste und Mehrbedarfe bei bundesgeförderten Häusern und Projekten“ (bis zu 100 Millionen Euro).
Zudem wurde das Stipendienprogramm im Umfang von 250 Millionen Euro im Juli 2014 mit weiteren 90 Millionen Euro ausgestattet. Die VG Bild startete als erste der beteiligten Einrichtungen am 12. Juli mit der Ausschreibung.

## Belege
1. ↑  Mehr Geld für Stipendien, Website der Bundesregierung, abgerufen am 14. Juli 2021, archive.org, 16. August 2021.